# Überschwemmungen in Ostafrika 2024
Anfang 2024 kam es zu starken Überschwemmungen in Ostafrika. Besonders betroffen waren Kenia, Tansania, Somalia, Burundi und Ruanda. In Kenia kamen mindestens 277 Menschen ums Leben und mindestens 166 in Tansania. Auch in den anderen Ländern kam es zu Todesfällen durch Überschwemmungen und Erdrutsche.

## Ursachen

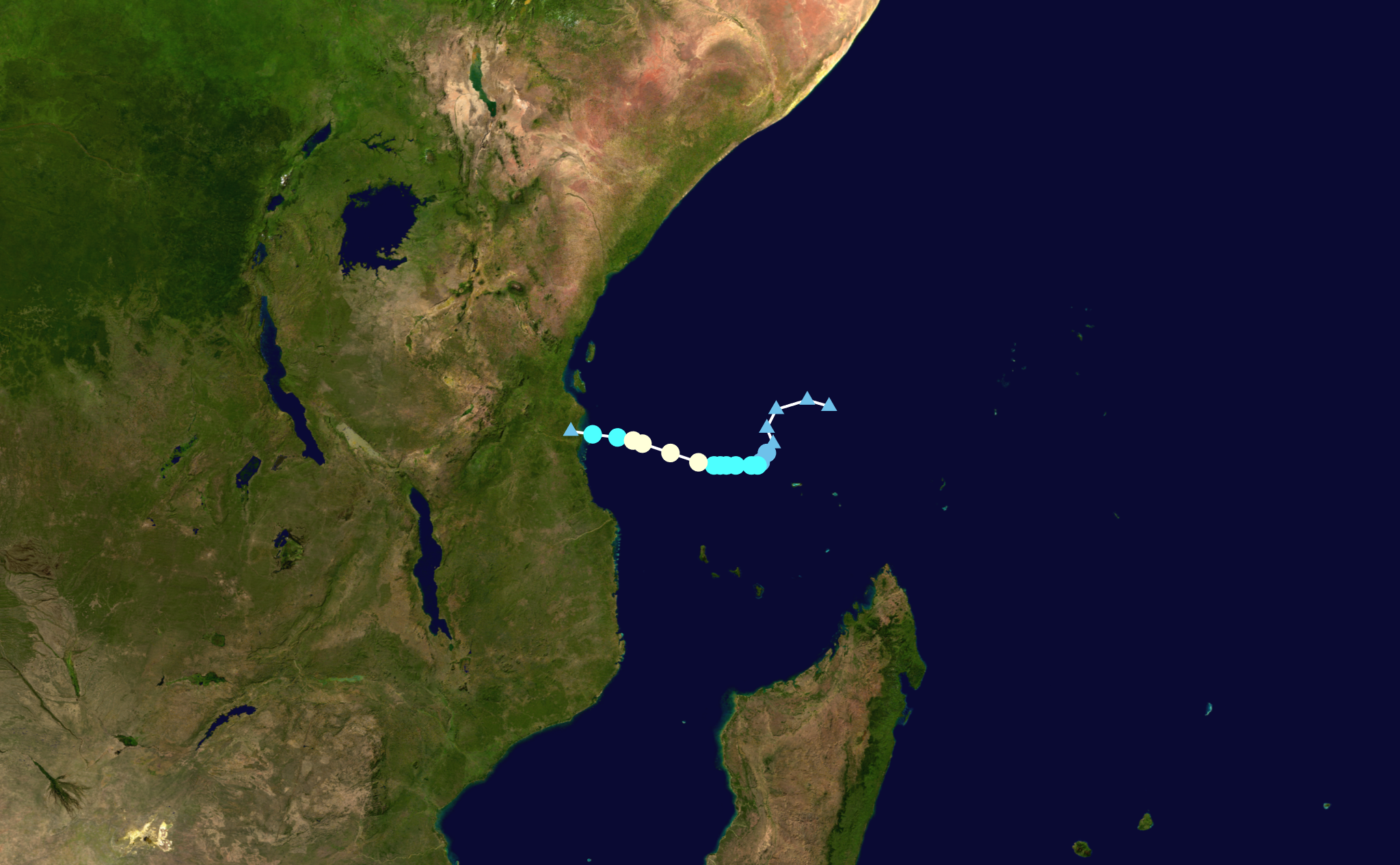
Zugbahn von Zyklon Hidaya

Bereits während der kurzen Regenzeit von Oktober bis November 2023 kam es bei Überschwemmungen am Horn von Afrika in Somalia, Äthiopien und Kenia zu mindestens 238 Todesopfern. Die Ende März einsetzende lange Regenzeit (März bis Mai) brachte wochenlangen Dauerregen. 2024 fällt er jedoch wegen zweier natürlich auftretender Phänomene intensiver aus. Das eine ist der Indische-Ozean-Dipol, eine natürlich vorkommende Anomalie der Meeresoberflächentemperatur am äquatorialen Indischen Ozean, das andere ein starker El Niño, der im Juni 2023 einsetzte. Nach einer Zuordnungsstudie der World Weather Attribution von Mai 2024 war der Einfluss beider Phänomene jedoch vernachlässigbar.
Anfang Mai brachte der heranziehende Zyklon Hidaya schwere Niederschläge mit sich, die die Küstenregionen Tansanias betrafen. Der Sturm traf am 4. Mai auf die Küste und erreichte Windgeschwindigkeiten von 120 km/h.
Für Juni bis September wurden in Ostafrika, darunter in Djibouti, Eritrea, Zentral- bis Nordäthiopien, die West- und Küstenregionen Kenias, Uganda, Sudan und Südsudan, ebenfalls überdurchschnittlich hohe Niederschläge prognostiziert. Vor einem Überschwemmungsrisiko wurde insbesondere für den Sudan und Südsudan gewarnt. In den im März bis Mai besonders schwer getroffenen Ländern Burundi, Ruanda, Kenia, Tansania, Uganda, Somalia und Teilen Äthiopiens beginnt dagegen die Trockenzeit.

## Verlauf und Folgen
Über 637.000 Menschen waren von den Niederschlägen und Überschwemmungen betroffen, davon mussten rund 234.000 ihre Häuser verlassen.

### Burundi
Die Starkregenfälle betrafen über 179.200 Menschen im Land. Schätzungen nach sind etwa 40.000 Hektar Landwirtschaftsfläche von den Überschwemmungen betroffen, was etwa 10 Prozent der landwirtschaftlichen Gesamtfläche Burundis ausmacht. Etwa 80 Prozent der Familien in Burundi erwerben ihr Geld in der Landwirtschaft. Der Wasserspiegel des an der Westgrenze des Landes gelegenen Tanganjikasees stieg durch die Regenfälle seit März um 1,76 Meter auf ein Höhenniveau von 776,76 Meter. Es war der stärkste Anstieg seit 60 Jahren. Die Überschwemmungen betrafen 39 Unterbezirke (collines, dt. „Hügel“) in den neun Bezirken (communes) Mutimbuzi und Kabezi in der Provinz Bujumbura Rural, Muha, Mukaza und Ntahangwa in der Provinz Bujumbura Mairie, Muhuta, Bugarama und Rumonge in der Provinz Rumonge und Nyanza-Lac in der Provinz Makamba. Der Zugang zu Wasser und sanitären Einrichtungen verschlechterte sich durch das Hochwasser insbesondere in Bujumbura Mairie, Mutimbuzi und Rumonge, wo bereits seit Januar ein Anstieg von Cholera-Fällen verzeichnet wird.
In der Nacht vom 19. auf den 20. April ereignete sich ein großflächiger Erdrutsch in Gabirano im Bezirk Muhuta der Provinz Rumonge, der fast 500 Häuser zerstörte. Mindestens ein Mensch kam ums Leben, weitere 4 wurden verletzt. Der Erdrutsch zerstörte zudem ein kleines Wasserkraftwerk am Fluss Kirasa.
Die Europäische Union stellte in Zusammenarbeit mit den burundischen Behörden humanitäre Hilfe in Höhe von 200.000 Euro (620 Mio. BIF) bereit.

### Kenia

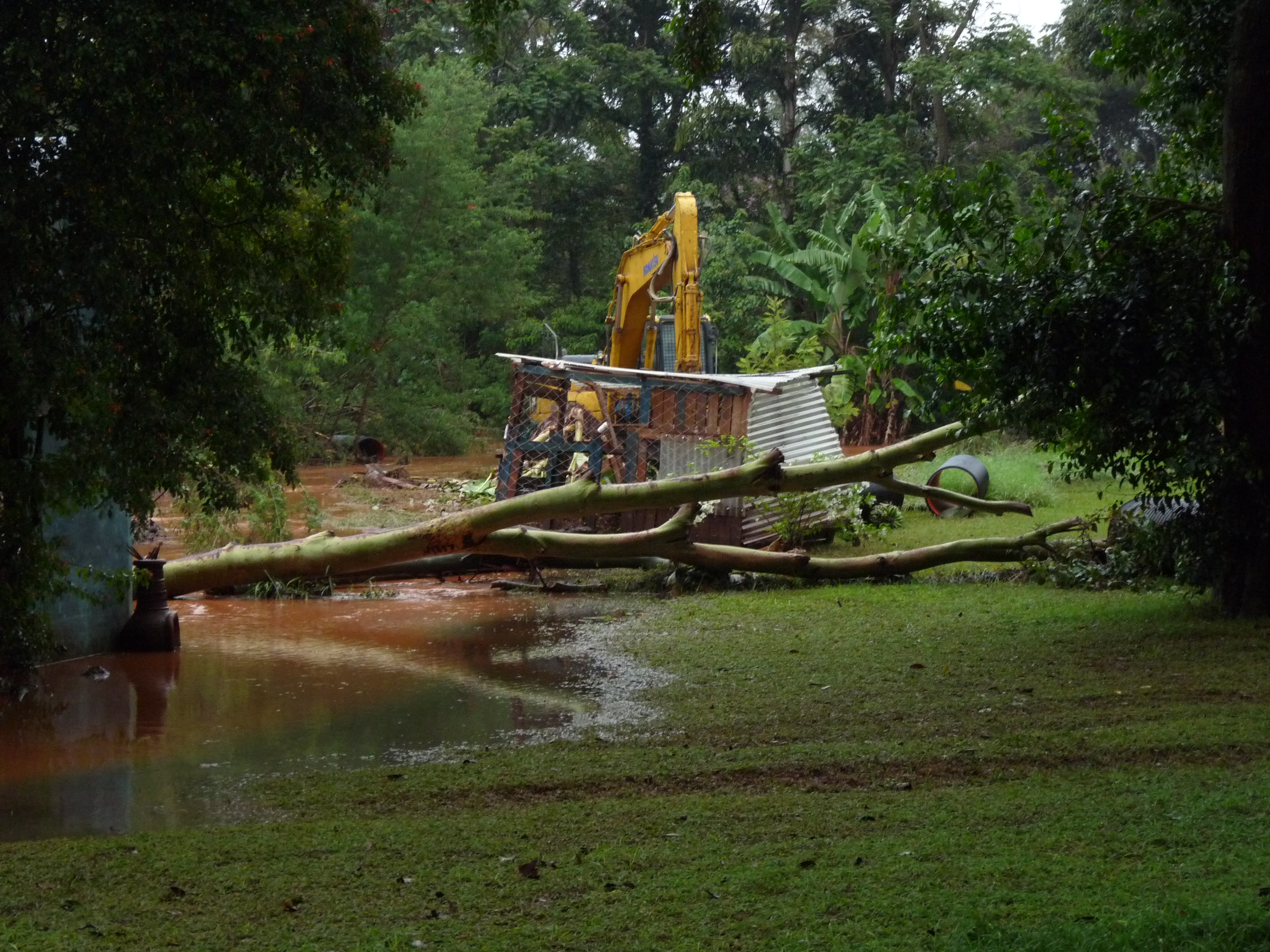
Ein umgestürzter Baum nach Überschwemmungen in Kenia

In Kenia kam es bereits zwischen Oktober 2023 und Januar 2024 zu durch El Niño verstärkten Überschwemmungen, die mindestens 174 Menschen töteten und mehr als 500.000 aus ihren Häusern zwangen. Durch die neueren Überschwemmungen ab März 2024 starben Stand 14. Mai mindestens 277 Menschen. Zudem wurden mindestens 188 verletzt und 75 werden noch vermisst. Etwa 380.000 Menschen waren von den Überschwemmungen insgesamt betroffen, darunter rund 280.000 Menschen, die aus ihren Häusern vertrieben wurden. Nach Überschwemmungen im Westen Kenias bei Mai Mahiu im Nakuru County wurden dort mindestens 71 Todesopfer bestätigt und 110 Verletzte in den Krankenhäusern (Stand 29. April). Die Flüsse Nairobi und Athi traten über die Ufer. Die Hauptstadt Nairobi war insbesondere Ende April betroffen. Stand 27. April starben dort mindestens 32 Menschen. Anstatt der üblichen 150 mm Niederschlag im April beliefen sich die Niederschläge auf schätzungsweise 200 bis 300 mm. Die Kenya Coast Guard Service brachte am 4. Mai mehrere Fischerboote in Sicherheit, die durch Zyklon Hidaya u. a. von der Insel Pemba in Tansania bis Kipini an der Grenze der Tana River und Lamu Countys getrieben wurden. Ein Fischer ertrank. In der Landwirtschaft wurden rund 168 km² Ackerland beschädigt und mindestens 9.900 Tiere verloren. Zu den weiteren Schäden zählen Stand 9. Mai mindestens 61 beschädigte Straßen, 886 Unternehmen, 1.967 Schulen, 1.465 Wasserquellen und 62 Gesundheitseinrichtungen.
In Erwartung von Zyklon Hidaya wurden Anfang Mai Evakuierungen um 178 Staudämme und Wasserreservoirs herum in 33 Counties angeordnet. Schulen sollten am 13. Mai wieder eröffnen. Kenias Präsident William Ruto erklärte den 10. Mai zu einem öffentlichen Feiertag, um der Opfer der Überschwemmungen zu gedenken. Mitte Mai hielten die starken Regenfälle in weiten Teilen Kenias an, sodass Flüsse wie der Tana und Mara über die Ufer traten. Weiterhin hohe Niederschlagsmengen wurden für 15. bis 16. Mai im Südwesten Kenias vorhergesagt.

### Ruanda
Im Distrikt Nyanza starben nach schweren Überschwemmungen 14 Menschen und nach schweren Regenfällen im Distrikt Rutsiro am 30. April kamen durch Erdrutsche zwei Menschen ums Leben. 27 weitere wurden im Distrikt Burera verletzt. Im Distrikt Rusizi im Südwesten von Ruanda wurden über 240 Familien evakuiert. Die höchsten Niederschlagsmengen zwischen 30. April und 2. Mai verzeichneten die Distrikte Burera, Nyanza, Gakenke und Ngororero mit Niederschlagsmengen zwischen 84 und 105,2 mm.

### Somalia
In Somalia waren über 203.000 Menschen von Überschwemmungen betroffen. Stand 8. Mai sind nach Behördenangaben mindestens 9 Menschen gestorben, darunter mindestens 7 Kinder aus Somaliland und Hirshabelle. Am 27. April überschwemmten Sturzfluten die Verbindungsstraßen zwischen Dhobley und Afmadow und deren Umgebung in Jubaland. Auch Landebahnen in beiden Orten waren nicht mehr nutzbar. Am 6. Mai fielen in Doolow 117 mm Regen, damit etwa ein Viertel des üblichen Gesamtniederschlags während einer Regensaison.

### Tansania
Bereits im Januar und Februar kam es in Tansania zu überdurchschnittlich hohen Niederschlagsmengen. Die Tanzania Meteorological Authority gab im Februar eine Wettervorhersage für die von März bis Mai dauernde Regenzeit heraus, die eine hohe Wahrscheinlichkeit für überdurchschnittlich hohe Niederschlagsmengen durch El Niño angab. Schätzungen nach waren von den Regenfällen im Land Stand 29. April rund 125.700 Menschen betroffen. Am 7. April kam es nach Starkregen zu Überschwemmungen in den Distrikten Rufiji und Kibiti in der Region Pwani im Osten des Landes. Besonders betroffen waren Orte entlang des Rufiji und seiner Zuflüsse. Insgesamt kamen im Land mindestens 166 Menschen durch Überschwemmungen und Erdrutsche ums Leben.
Zyklon Hidaya schwächte sich ab, bevor er am 4. Mai auf die Küste Tansanias traf. Fährverbindungen zwischen der Hafenstadt Daressalam und Sansibar wurden ausgesetzt. Die Schäden durch den Zyklon waren vor allem in den südöstlichen Regionen Mtwara, Lindi, Pwani und Morogoro hoch. Es wurden mindestens 678 Häuser zerstört sowie 877 beschädigt und 543 unter Wasser gesetzt. Über 18.000 Personen waren betroffen. Einige Straßen und Brücken sowie Strommasten wurden zerstört. Die Fernstraße zwischen Daressalam und den weiter südlich gelegenen Regionen Lindi und Mtwara wurde am 5. Mai geschlossen, nachdem durch nächtlichen Starkregen Brücken über die Flüsse Mbwemkuru, Somanga, Mikereng’ende und Matandu im Distrikt Kilwa in der Region Lindi weggespült wurden. Durch den Zyklon kam es zu weitläufigen Stromausfällen.

### Weitere Länder
Auch in Teilen Ugandas, des Südsudans und im Osten Äthiopiens kam es im April zu Überschwemmungen, die Schäden an Gebäuden und Infrastruktur sowie Landwirtschaftsflächen verursachten.